# Vyrlycja (stanice metra v Kyjevě)
Vyrlycja (ukrajinsky Вирлиця, rusky Вырлица) je stanice kyjevského metra na Syrecko-Pečerské lince na jižním okraji sídliště Charkovský masyv pod prospektem Mykoly Bažana u jezera Vyrlycja. Stanice byla vystavěna v rámci osmého úseku linky Syrecko-Pečerska, ale nebyla otevřena společně se stanicí Boryspilska, ale až 4. března 2004, kdy sedm měsíců byla využívána jako servisní stanice. Stanice měla být otevřena, podobně jako Telyčka, po výstavbě nových bytových komplexů, které by zajistili poptávku pro stanici, z politických důvodů se rozhodlo dokončit stanici již sedm měsíců po otevření osmého úseku.
V roce 2014 obsloužila stanice Vyrlycja skoro 7000 cestujících denně a nachází se na jižním okraji sídliště Charkovský masyv pod prospektem Mykoly Bažana u jezera Vyrlycja. Dva východy uprostřed nástupišť ústí do podzemního vestibulu pod prospekt Mykoly Bažana a ulice Arménské v Charkovském masyvu.

## Konstrukce stanice
V původních plánech linky Syrecko-Pečerska se na levém břehu měly otevřít dva nové úseky linky Syrecko-Pečerska (Vydubyči-Osokorky, Osokorky-Charkivska a depo). Jelikož se za stanicí Charkivska depo nevystavělo, ve 20. století se rozhodlo o vybudování nového depa v dnešní městské části Červonyj chutir. Na úseku mezi Charkivskou a novým depem se měly nacházet dvě nové stanice a to Vyrlycja a Boryspilska.
Osmý úsek linky Syrecko-Pečerska mezi staniemi Charkivska a Boryspilska byl otevřen 23. srpna 2005, bez stanice Vyrlycja, ta mezitím sloužila jako servisní stanice. Stanice Vyrlycja měla být otevřena, podobně jako Telyčka, po výstavbě nových bytových komplexů, které by zajistili poptávku pro stanici, z politických důvodů se rozhodlo dokončit stanici již sedm měsíců po otevření osmého úseku. Výstavba stanice probíhala v noci kdy na lince nejezdily vlaky. Stanice Vyrlycja byla otevřena 4. března 2004.

## Charakteristika stanice
Z technického hlediska byla stanice postavena jako hloubená mělce založená dvojlodní stanice metra s 2 bočními nástupišti v přibližné hloubce 8 metrů. Stanice obsahuje dva východy uprostřed nástupišť ústící do podzemního vestibulu pod prospekt Mykoly Bažana a ulice Arménské v Charkovském masyvu. Stanice je jako jedna z mála bezbariérová a výtah od nástupiště ústí do vestibulu a podchodem také do ulice Arménské.
Zeď u nástupiště je obložena béžovým mramorem, ve kterém jsou skupiny diagonálních vložek ze zeleného mramoru se smaltem a mozaikovým vzorem uprostřed. Podlaha je obložena černou a šedou žulou a stěny schodišť k vestibulu jsou obloženy hnědým mramorem. Klenba stanice je obložena stříbrnými a zlatými hliníkovými profily a pilíře, pás který rozděluje koleje, je obložený mramorem a kovovými trubkami s modrými hliníkovými profily. Vestibul stanice je obložen hnědým a bílým mramorem s fotopanely.

## Název
Plánovaný název stanice byl Bortnyči (rusky Bortniči), název Bortnyči byl odvozen od bývalé vesnice, která se nacházela jihozápadně od stanice. Dnešní název Vyrlycja pochází z názvu jezera, které se nachází jižně od stanice.